# Otto Theuner
Otto Karl Theuner (* 3. August 1900 in Görlitz; † 29. Januar 1980 in Berlin) war ein deutscher Politiker (SPD).

## Leben

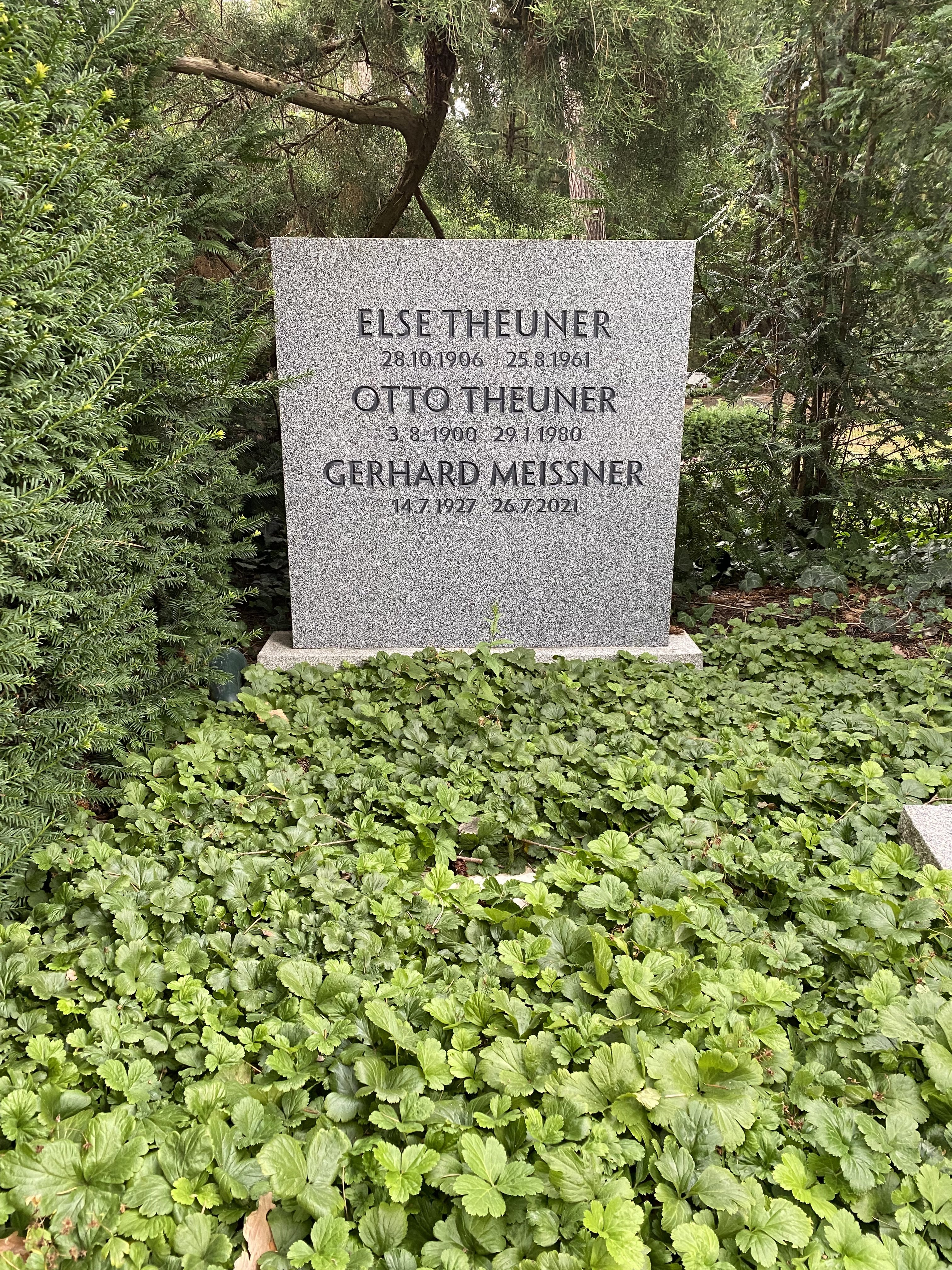
Grabstätte auf dem Waldfriedhof Dahlem (Feld 001-135)

Geboren in Görlitz, zog er 1920 nach Berlin, wo er auch während des „Dritten Reichs“ lebte. Im Jahr 1946 wurde er Chef der Abteilung Personal und Verwaltung im damaligen Magistrat von Groß-Berlin und als enger Mitarbeiter von Friedrich Haas (CDU) Senatsdirektor für Finanzen in der Regierung von Ernst Reuter. Im Jahr 1955 wurde er von dem neuen Regierenden Bürgermeister Otto Suhr (SPD) zum Berliner Senator für Verkehr und Betriebe berufen. Dieses Amt führte er auch nach der Amtsübernahme Willy Brandts weiter. 1965 übernahm er zwischenzeitlich das Innenressort. Diese Ämter behielt er auch unter Brandts Nachfolger Heinrich Albertz bis April 1967, wobei er zuletzt auch zusätzlich Bürgermeister war. Nach der Berlinwahl 1967 zog er sich aus Altersgründen aus dem Senat zurück, blieb aber bis 1971 Mitglied des Abgeordnetenhauses von Berlin, dem er 1951 und von 1955 bis 1971 angehörte. 
Otto Karl Theuner starb 1980 im Alter von 79 Jahren in Berlin. Sein Grab befindet sich auf dem Waldfriedhof Dahlem.

## Ehrungen
- 1967: Großes Verdienstkreuz mit Stern der Bundesrepublik Deutschland
- 1970: Ernst-Reuter-Plakette des Landes Berlin